# Isola Koolan
L'Isola Koolan è la maggiore isola dell'arcipelago Buccaneer; è situata al largo della costa nord dell'Australia Occidentale, nelle acque dell'oceano Indiano, circa 130 km a nord della città di Derby. Appartiene alla Local government area della Contea di Derby-West Kimberley, nella regione di Kimberley.

## Geografia
L'Isola Koolan ha una lunghezza di circa 12 km per 3 di larghezza, ha una superficie di 27,12 km², la sua altezza massima è di 186 m. L'isola, formata da quarzite arenaria di età pre-cambriana, è disposta parallela alla terraferma alla distanza di un solo chilometro. Sull'isola sono presenti depositi di minerali ferrosi di alta qualità.

## Storia
La BHP Billiton iniziò le operazioni di estrazione a cielo aperto a Koolan e nella vicina Cockatoo Island alla fine degli anni Quaranta del 1900 e nel 1963 aveva stabilito importanti attività minerarie. La miniera dell'Isola Koolan è stata chiusa nel 1994 dopo che BHP aveva estratto 68 milioni di tonnellate di minerale di ematite di alta qualità, con una percentuale del 67% di ferro. Al culmine della sua attività, l'Isola Koolan aveva una popolazione di 950 persone e varie infrastrutture. Alla chiusura della miniera è iniziata una riabilitazione dell'isola, con la rimozione di edifici e vegetazione esotica ed è stato intrapreso un ampio reimpianto di specie autoctone. La Aztec Resources ha ripreso le operazioni di estrazioni minerarie nel 2007.